# 吾那神社
吾那神社（あがなじんじゃ）は、埼玉県飯能市の神社。

## 歴史
創建年代は不明である。ただ寛正年間（1460年 - 1466年）に、当初は山の上にあった当社を麓の現在地に移転したという記録から、その頃までには既に存在していたものと推測される。
1591年（天正19年）に、関東地方の新領主となった徳川家康より社領9石の朱印状が交付されている。
1872年（明治5年）、近代社格制度に基づく「村社」に列せられ、1911年（明治44年）の神社合祀により周辺の7社、1915年（大正4年）に1社が合祀され、「熊野神社」から「吾那神社」に改称した。

## 交通アクセス
- 東吾野駅より徒歩7分。